# Rhynchospora contracta
Rhynchospora contracta là loài thực vật có hoa trong họ Cói. Loài này được (Nees) J.Raynal miêu tả khoa học đầu tiên năm 1978.